# USS LST-320
O USS LST-320 foi um navio de guerra norte-americano da classe LST que operou durante a Segunda Guerra Mundial.